# Trại Họp bạn Hướng đạo Thế giới lần thứ 15
Trại Họp bạn Hướng đạo Thế giới lần thứ 15 (15th World Scout Jamboree) được Canada tổ chức năm 1983 ở Kananaskis tỉnh bang Alberta. Đó là một khu của Công viên Tỉnh bang trên độ cao 4.000 ft dưới chân của dãy Thạch Sơn (Rocky Mountains), khoảng 80 dặm về phía tây của thành phố Calgary, Alberta. Tinh thần sống mải là chủ đề của Trại Họp bạn quốc tế này với sự tham gia của trên 15.000 Hướng đạo sinh từ gần 100 quốc gia.
Tên của Trại Họp bạn có ý nói đến ý tưởng Hướng đạo, và tinh thần huynh đệ quốc tế của nó có thể vượt qua những trở ngại như trở ngại đã làm hủy bỏ Trại Họp bạn Thế giới năm 1979 bốn năm về trước.
Cảm giác hoang dã của trại thêm tăng cường khi trại được viếng thăm rất thường xuyên bởi những chú gấu và nai đi lang thang ra vào khu đất trại.